# Tổng thống Ireland
Tổng thống Ireland (tiếng Ireland: Uachtarán na hÉireann) là nguyên thủ quốc gia của Cộng hòa Ireland và tổng tư lệnh Quốc phòng quân Ireland.
Tổng thống thay mặt Cộng hòa Ireland về đối ngoại. Chức vụ tổng thống chủ yếu mang tính nghi lễ, nhưng tổng thống vẫn có quyền tùy ý thực hiện một số quyền hạn nhất định. Nhiệm kỳ của tổng thống là bảy năm và tổng thống không được giữ chức vụ quá hai nhiệm kỳ. Tổng thống được bầu trực tiếp, trừ phi chỉ có một ứng cử viên (gần đây nhất là vào năm 2004). Phủ Tổng thống (Áras an Uachtaráin) tại Công viên Phoenix, Dublin là nơi ở chính thức của tổng thống. Chức vụ tổng thống được thành lập theo Hiến pháp Ireland năm 1937. Tổng thống đầu tiên nhậm chức vào năm 1938 và được quốc tế công nhận là nguyên thủ quốc gia vào năm 1949 sau khi Luật Cộng hòa Ireland có hiệu lực.
Tổng thống đương nhiệm là Michael D. Higgins, ông nhậm chức vào ngày 11 tháng 11 năm 2011 và được tái cử nhiệm kỳ thứ hai vào ngày 26 tháng 10 năm 2018.

## Nhiệm vụ và quyền hạn
Theo thế chế đại nghị của Ireland, tổng thống là nguyên thủ quốc gia mang tính nghi lễ và là một trong ba bộ phận của Quốc hội, bao gồm Hạ viện và Thượng viện.
Khác với hầu hết các nước cộng hòa đại nghị, tổng thống không phải là người đứng đầu chính phủ trên danh nghĩa mà quyền hành pháp được giao rõ ràng cho Chính phủ. Tuy nhiên, Chính phủ phải thông báo cho tổng thống về các vấn đề đối nội và đối ngoại. Tổng thống chỉ được thực hiện hầu hết các quyền hạn theo quy định của Hiến pháp hoặc đề nghị của Chính phủ nhưng sở hữu một số quyền hạn nhất định có thể được thực hiện một cách tùy ý.
Tổng thống có những nhiệm vụ và quyền hạn sau đây:
- Bổ nhiệm thủ tướng theo đề cử của Hạ viện.
- Bổ nhiệm, miễn nhiệm các bộ trưởng theo đề nghị của thủ tướng.
- Bổ nhiệm các thẩm phán theo đề nghị của Chính phủ.
- Triệu tập và giải tán Hạ viện theo đề nghị của thủ tướng. Tổng thống chỉ có quyền từ chối giải tán Hạ viện nếu thủ tướng đã mất sự tín nhiệm của Hạ viện.
- Công bố luật được Quốc hội thông qua. Tổng thống có quyền đề nghị Tòa án tối cao xem xét tính hợp hiến của luật. Trong trường hợp Tòa án tối cao xác định luật trái với hiến pháp thì tổng thống có quyền từ chối công bố.
- Thay mặt Cộng hòa Ireland về đối ngoại, bao gồm cử đại sứ và tiếp nhận quốc thư của đại sứ của nước ngoài. Điều ước quốc tế được ký nhân danh tổng thống. Trước Luật Cộng hòa Ireland 1948, tổng thống không có vai trò đối ngoại.
- Thống lĩnh Quốc phòng quân Ireland và phong quân hàm sĩ quan. Trên thực tế, quyền thống lĩnh được thực hiện theo đề nghị của Chính phủ.[3]
- Quyết định ân xá, giảm hình phạt hoặc miễn thi hành hình phạt. Những cơ quan khác có quyền giảm và miễn thi hành hình phạt, ngoại trừ trường hợp án tử hình trước khi hình phạt tử hình bị bãi bỏ.[4][5]
- Phát biểu hoặc gửi thông điệp tới một hoặc cả hai viện Quốc hội với sự phê duyệt của Chính phủ.[6] Đã có bốn bài phát biểu của tổng thống: một bài của de Valera, hai bài của Robinson và một bài của McAleese[7]
- Phát biểu trước nhân dân với sự phê duyệt của Chính phủ.[8] Chưa có tổng thống nào phát biểu trước nhân dân.[7] Những thông điệp thông thường, chẳng hạn như lời chúc Giáng sinh, không cần phải được Chính phủ phê duyệt.
- Triệu tập kỳ họp bất thường của một hoặc cả hai viện Quốc hội.[9]
- Tùy ý bổ nhiệm, miễn nhiệm tối đa bảy thành viên Hội đồng Nhà nước.[10]

Tổng thống không được rời Cộng hòa Ireland nếu không có sự đồng ý của Chính phủ.
Trước khi thực hiện một số quyền hạn, tổng thống phải tham khảo ý kiến của Hội đồng Nhà nước nhưng không phải chấp hành ý kiến của Hội đồng Nhà nước và thậm chí có thể hành động trái với ý kiến của Hội đồng Nhà nước.

## Bầu cử
Tổng thống được bầu trực tiếp theo nguyên tắc bỏ phiếu kín sử dụng hệ thống bầu cử thay thế. Luật Bầu cử Tổng thống 1993 quy định trong trường hợp chỉ có một cử ứng cử viên thì ứng cử viên đó được 'tuyên bố' là trúng cử tổng thống. Tổng thống mới phải được bầu xong trước khi tổng thống đương nhiệm hết nhiệm kỳ. Trong trường hợp khuyết tổng thống thì phải tổ chức bầu cử chậm nhất là 60 ngày.
Công dân Cộng hòa Ireland đủ 18 tuổi trở lên có quyền bầu cử.
Ứng cử viên tổng thống phải là công dân Ireland và đã hoàn thành tuổi thứ 35. Có sự khác biệt giữa bản tiếng Anh và tiếng Ireland của Điều 12.4.1° Hiến pháp Ireland về tuổi ứng cử: bản tiếng Anh ghi rằng ứng cử viên phải "đã đến tuổi 35", trong khi bản tiếng Ireland ghi "ag a bhfuil cúig bliana tríochad slán (đã hoàn thành tuổi thứ 35)", tức là tuổi ứng cử trong hai bản chênh lệch một năm. Bản tiếng Ireland của Hiến pháp được ưu tiên áp dụng theo Điều 25.5.4°. Nhiều đề xuất đã được đưa ra để thống nhất hai bản. Dự luật Tu chính án 35 Hiến pháp (Độ tuổi đủ điều kiện ứng cử tổng thống) năm 2015 nhằm giảm tuổi ứng cử từ 35 tuổi xuống 21 tuổi được đưa ra trưng cầu ý dân vào tháng 5 năm 2015 nhưng bị 73% cử tri bỏ phiếu bác bỏ.
Tổng thống không được giữ chức vụ quá hai nhiệm kỳ. Ứng cử viên tổng thống phải được đề cử như sau:
- Ít nhất 20 nghị sĩ Quốc hội đề cử;
- Ít nhất bốn hội đồng chính quyền địa phương đề cử;
- Tự ứng cử (trong trường hợp đang hoặc từng giữ chức vụ tổng thống).

Khi chỉ có một ứng cử viên thì ứng cử viên đó được tuyên bố là đã trúng cử tổng thống mà không phải tổ chức bầu cử. Kể từ khi chức vụ tổng thống được thành lập, đã có sáu tổng thống được tuyên bố trúng cử.

## Khuyết tổng thống
Trong trường hợp khuyết tổng thống thì tổng thống mới phải được bầu chậm nhất là 60 ngày. Trong thời gian khuyết tổng thống hoặc tổng thống vắng mặt thì một Ủy ban gồm chánh án Ireland, chủ tịch Hạ viện và chủ tịch Thượng viện thực hiện những nhiệm vụ của tổng thống. Ủy ban thường xuyên thực hiện những nhiệm vụ của tổng thống, chẳng hạn như công bố luật, khi tổng thống đi nước ngoài.
Nhiệm kỳ của tổng thống kết thúc vào nửa đêm ngày trước lễ nhậm chức của tổng thống mới nên trong khoảng thời gian này, Ủy ban tổng thống thực hiện những nhiệm vụ của tổng thống. Hiến pháp cũng quy định Hội đồng Nhà nước có quyền ban hành các quy định phù hợp để thực hiện nhiệm vụ của tổng thống trong những trường hợp mà hiến pháp không dự liệu. Tuy nhiên, cho đến nay Hội đồng Nhà nước chưa bao giờ cần phải đảm nhiệm vai trò này.

## Nơi ở chính thức

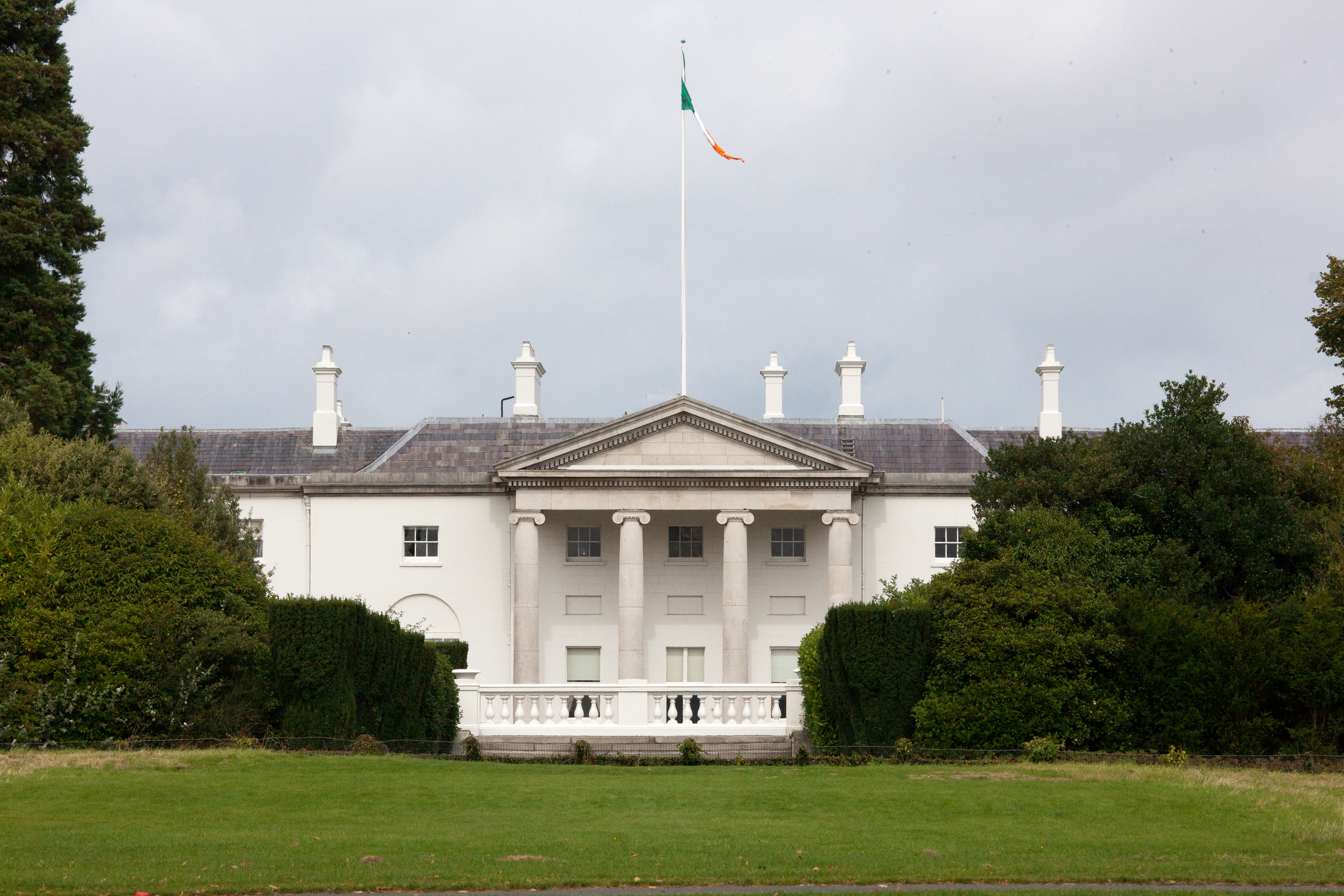
Phủ Tổng thống là nơi ở chính thức của tổng thống.

Phủ Tổng thống (Áras an Uachtaráin) tại Công viên Phoenix ở Dublin là nơi ở chính thức của tổng thống. Tòa nhà gồm 92 phòng, trước đây từng là dinh thự 'trái mùa' của tổng đốc Ireland và là nơi ở của hai trong ba toàn quyền Nhà nước Tự do Ireland, Tim Healy và James McNeill. Nhạc hiệu của Tổng thống được lấy từ Amhrán na bhFiann, quốc ca của Ireland, gồm bốn ô nhịp đầu, năm ô nhịp cuối cùng và không có lời.

## Bãi nhiệm
Tổng thống có thể bị bãi nhiệm theo hai cách. Trong trường hợp ít nhất năm thẩm phán Tòa án tối cao xác định tổng thống "mất năng lực vĩnh viễn" thì tổng thống được thôi chức. Tổng thống cũng có thể bị Quốc hội luận tội vì "sai phạm đã định". Một trong hai viện của Quốc hội có quyền tiến hành thủ tục luận tội nếu ít nhất 30 nghị sĩ đề nghị và ít nhất hai phần ba số nghị sĩ tán thành. Sau đó, viện kia sẽ điều tra các cáo buộc hoặc ủy quyền cho một cơ quan thực hiện việc điều tra. Tổng thống có quyền tự bào chữa trong quá trình điều tra. Quyết định bãi nhiệm tổng thống phải được ít nhất hai phần ba số nghị sĩ của viện điều tra tán thành.

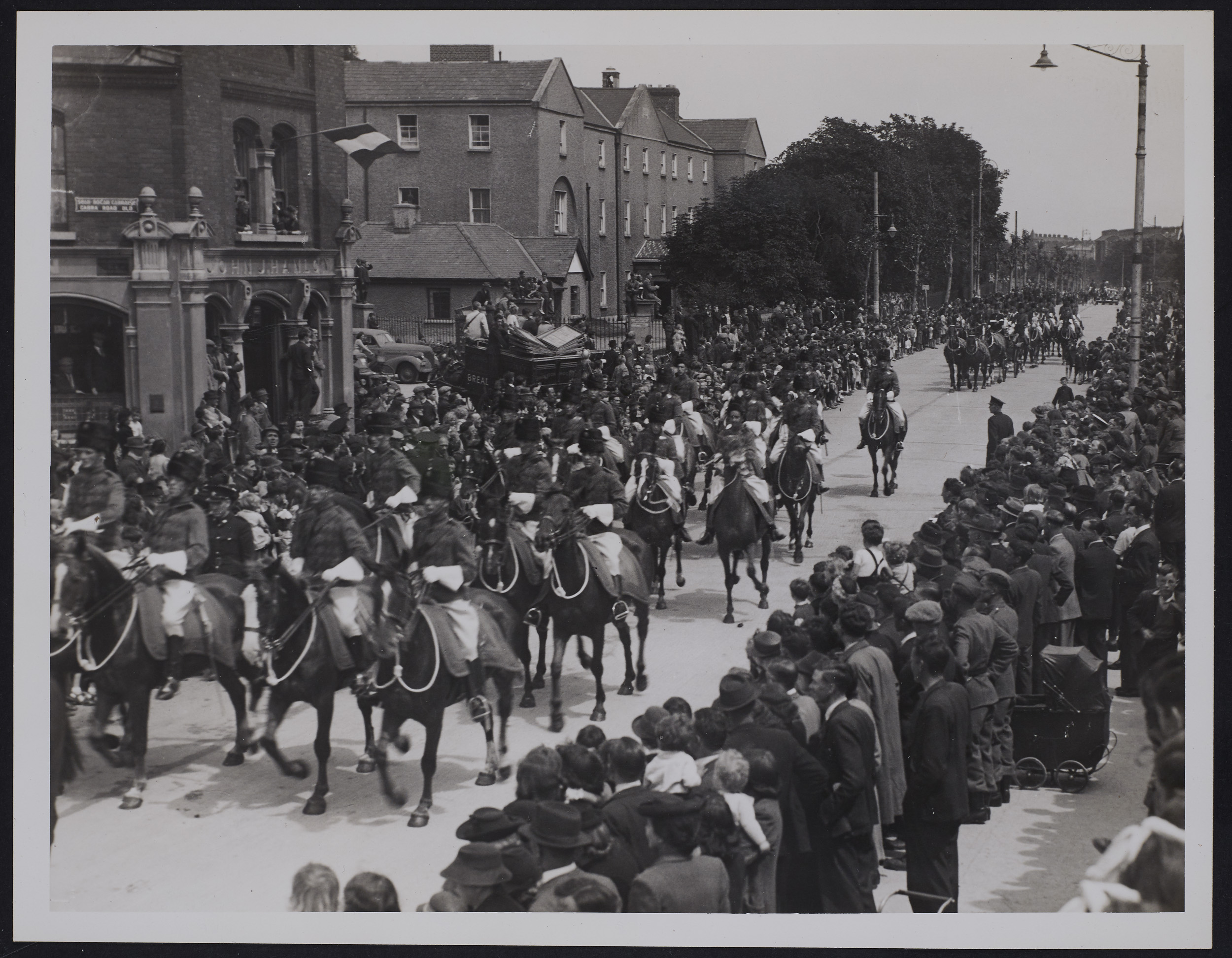
Lễ nhậm chức của Seán T. O'Kelly vào năm 1945.

## Lương bổng
Sau cuộc bầu cử tổng thống năm 2018, mức lương hàng năm của tổng thống là 249.014 euro. Michael D. Higginsđược tăng lương lên 325.507 euro mỗi năm nhưng quyết định nhận mức lương cũ. Ngoài ra, các chế độ phụ cấp, trợ cấp của tổng thống là 317.434 euro. Năm 2017, ngân sách của Văn phòng Tổng thống ước tính là 3,9 triệu euro, trong đó 2,6 triệu euro dành cho tiền lương biên chế và chi phí hoạt động, khoản dư dành cho tiền thưởng cho những người sống trăm tuổi vào ngày sinh nhật thứ 100 của họ.
Nguyên tổng thống có quyền tham gia Hội đồng Nhà nước.

## Danh sách tổng thống Ireland
| No. | Hình                                                              | Họ tên (năm sinh – năm mất)           | Chức vụ trước                                                                 | Nhiệm kỳ             | Nhiệm kỳ             | Nhiệm kỳ              | Đảng đề cử      | Đảng đề cử                | Bầu cử |
| No. | Hình                                                              | Họ tên (năm sinh – năm mất)           | Chức vụ trước                                                                 | Nhậm chức (00:00)    | Mãn nhiệm (24:00)    | Thời gian giữ chức vụ | Đảng đề cử      | Đảng đề cử                | Bầu cử |
| --- | ----------------------------------------------------------------- | ------------------------------------- | ----------------------------------------------------------------------------- | -------------------- | -------------------- | --------------------- | --------------- | ------------------------- | ------ |
| 1   | Douglas Hyde, circa 1940.jpg                                      | Douglas Hyde (1860–1949)              | Thượng nghị sĩ (1922–1925, 1938)                                              | 25 tháng 6 năm 1938  | 24 tháng 6 năm 1945  | 7 năm                 |                 | Fianna Fáil               | 1938   |
| 1   | Douglas Hyde, circa 1940.jpg                                      | Douglas Hyde (1860–1949)              | Thượng nghị sĩ (1922–1925, 1938)                                              | 25 tháng 6 năm 1938  | 24 tháng 6 năm 1945  | 7 năm                 | Fine Gael       |                           | 1938   |
| 2   | Sean T O'Kelly, 1949.jpg                                          | Seán T. O'Kelly (1882–1966)           | Phó Thủ tướng (1932–1945)                                                     | 25 tháng 6 năm 1945  | 24 tháng 6 năm 1959  | 14 năm                |                 | Fianna Fáil               | 1945   |
| 2   | Sean T O'Kelly, 1949.jpg                                          | Seán T. O'Kelly (1882–1966)           | Phó Thủ tướng (1932–1945)                                                     | 25 tháng 6 năm 1945  | 24 tháng 6 năm 1959  | 14 năm                |                 | Tự ứng cử                 | 1952   |
| 3   | Éamon de Valera, President of Ireland, in 1960s (43915959314).jpg | Éamon de Valera (1882–1975)           | Thủ tướng (1932–1948, 1951–1954, 1957–1959)                                   | 25 tháng 6 năm 1959  | 24 tháng 6 năm 1973  | 14 năm                |                 | Fianna Fáil               | 1959   |
| 3   | Éamon de Valera, President of Ireland, in 1960s (43915959314).jpg | Éamon de Valera (1882–1975)           | Thủ tướng (1932–1948, 1951–1954, 1957–1959)                                   | 25 tháng 6 năm 1959  | 24 tháng 6 năm 1973  | 14 năm                | Tự ứng cử       | 1966                      |        |
| 4   |                                                                   | Erskine Hamilton Childers (1905–1974) | Phó Thủ tướng (1969–1973)                                                     | 25 tháng 6 năm 1973  | 17 tháng 11 năm 1974 | 1 năm, 145 ngày       |                 | Fianna Fáil               | 1973   |
| 5   | Cearbhall Ó Dálaigh, 1975 (cropped).jpg                           | Cearbhall Ó Dálaigh(1911–1978)        | Chánh án Ireland (1961–1973)                                                  | 19 tháng 12 năm 1974 | 22 tháng 10 năm 1976 | 1 năm, 308 ngày       |                 | Các đảng thống nhất đề cử | 1974   |
| 6   | Patrick Hillery (cropped).jpg                                     | Patrick Hillery (1923–2008)           | Ủy viên Ủy ban châu Âu về Xã hội (1973–1976)                                  | 3 tháng 12 năm 1976  | 2 tháng 12 năm 1990  | 14 năm                |                 | Fianna Fáil               | 1976   |
| 6   | Patrick Hillery (cropped).jpg                                     | Patrick Hillery (1923–2008)           | Ủy viên Ủy ban châu Âu về Xã hội (1973–1976)                                  | 3 tháng 12 năm 1976  | 2 tháng 12 năm 1990  | 14 năm                | Tự ứng cử       | 1983                      |        |
| 7   | Mary Robinson, May 1995 01 (cropped).jpg                          | Mary Robinson (sinh năm 1944)         | Thượng nghị sĩ (1969–1989)                                                    | 3 tháng 12 năm 1990  | 12 tháng 9 năm 1997  | 6 năm, 283 ngày       |                 | Đảng Lao động             | 1990   |
| 7   | Mary Robinson, May 1995 01 (cropped).jpg                          | Mary Robinson (sinh năm 1944)         | Thượng nghị sĩ (1969–1989)                                                    | 3 tháng 12 năm 1990  | 12 tháng 9 năm 1997  | 6 năm, 283 ngày       | Đảng Công nhân  |                           | 1990   |
| 7   | Mary Robinson, May 1995 01 (cropped).jpg                          | Mary Robinson (sinh năm 1944)         | Thượng nghị sĩ (1969–1989)                                                    | 3 tháng 12 năm 1990  | 12 tháng 9 năm 1997  | 6 năm, 283 ngày       | Không đảng phái |                           | 1990   |
| 8   | Mary McAleese, President of Ireland (cropped).jpg                 | Mary McAleese (sinh năm 1951)         | Giáo sư luật hình sự, tội phạm học và hình phạt học tại Trường Trinity Dublin | 11 tháng 11 năm 1997 | 10 tháng 11 năm 2011 | 14 năm                |                 | Fianna Fáil               | 1997   |
| 8   | Mary McAleese, President of Ireland (cropped).jpg                 | Mary McAleese (sinh năm 1951)         | Giáo sư luật hình sự, tội phạm học và hình phạt học tại Trường Trinity Dublin | 11 tháng 11 năm 1997 | 10 tháng 11 năm 2011 | 14 năm                | Đảng Dân chủ    |                           | 1997   |
| 8   | Mary McAleese, President of Ireland (cropped).jpg                 | Mary McAleese (sinh năm 1951)         | Giáo sư luật hình sự, tội phạm học và hình phạt học tại Trường Trinity Dublin | 11 tháng 11 năm 1997 | 10 tháng 11 năm 2011 | 14 năm                |                 | Tự ứng cử                 | 2004   |
| 9   | 2022 Michael D. Higgins (51988246304) (cropped).jpg               | Michael D. Higgins (sinh năm 1941)    | Bộ trưởng Bộ Nghệ thuật, Văn hóa và Gaeltacht (1993–1997)                     | 11 tháng 11 năm 2011 | Đương nhiệm          | 13 năm, 133 ngày      |                 | Đảng Lao động             | 2011   |
| 9   | 2022 Michael D. Higgins (51988246304) (cropped).jpg               | Michael D. Higgins (sinh năm 1941)    | Bộ trưởng Bộ Nghệ thuật, Văn hóa và Gaeltacht (1993–1997)                     | 11 tháng 11 năm 2011 | Đương nhiệm          | 13 năm, 133 ngày      |                 | Tự ứng cử                 | 2018   |